# Melanie Mederlind
Melanie Ekles Mederlind, född Ekles Melany Bebeacua Fernandez 16 september 1972 i Uruguay, är en svensk teaterregissör och översättare.

## Biografi
Under 1990-talet utbildade Melanie Mederlind sig till skådespelare vid Escola Superior de Teatro e Cinema i Lissabon, därefter var hon under två år anställd vid Teatro Nacional och Teatro da Cornucópia i Lissabon. 1999-2000 var hon dramaturg och regiassistent vid Malmö stadsteater. 2004 examinerades hon ut från Dramatiska institutets teaterregilinje. Därefter har hon regisserat på bland andra Malmö stadsteater, Riksteatern och Helsingborgs stadsteater. 2009-2013 var hon Artist in Residence vid Folkteatern i Göteborg. Melanie Mederlind har framförallt specialiserat sig på nyskriven tyskspråkig dramatik. Vid sidan av teaterarbetet har hon regisserat på Folkoperan och gjort koreografi åt Cullbergbaletten. Hon har även ägnat sig åt att översätta bland andra August Strindberg, Stig Dagerman och Lars Norén till portugisiska. Flera av hennes uppsättningar har bjudits in till olika festivaler och 2016 tilldelades hon Kvällspostens Thaliapris.

## Regi (urval)
- 2002 Avskedet av Elfriede Jelinek, Malmö stadsteater, översättning Magnus Lindman
- 2004 Psykos 4:48 (4:48 Psychosis ) av Sarah Kane, Riksteatern, översättning Einar Heckscher
- 2005 Jag älskar det här landet av Peter Turrini, Malmö stadsteater, översättning Ulf Peter Hallberg
- 2005 Våra föräldrars sexuella neuroser (Die sexuellen Neurosen unserer Eltern) av Lukas Bärfuss, Riksteatern, även översättning tillsammans med Franka Gebert
- 2006 I Alperna (In den Alpen) av Elfriede Jelinek, Riksteatern, översättning Magnus Lindman
- 2007 Ulrike Maria Stuart av Elfriede Jelinek, Nationaltheatret, Oslo, översättning Elisabeth Beanca Halvorsen
- 2008 24 timmar Berlin (Auf der Greifswalder Straße) av Roland Schimmelpfennig, Riksteatern, även översättning tillsammans med Franka Gebert
- 2009 Kvinnan från förr (Die Frau von früher) av Roland Schimmelpfennig, Helsingborgs stadsteater, översättning Marc Matthiesen
- 2010 Oskuld (Unschuld) av Dea Loher, Riksteatern, översättning Maria Tellander
- 2010 Sinne (Sinn) av Anja Hilling, Folkteatern, Göteborg, översättning Maria Tellander
- 2011 Heliga Johanna från slakthusen (Die heilige Johanna der Schlachthöfe) av Bertolt Brecht, Folkteatern, Göteborg
- 2013 Vad som hände efter att Nora lämnat sin man (Was geschah, nachdem Nora ihren Mann verlassen hatte) av Elfriede Jelinek, Folkteatern, Göteborg, även översättning tillsammans med Elisabeth Beanca Halvorsen.
- 2014 Mitt unga idiotiska hjärta (Mein junges idiotisches Hertz) av Anja Hilling, Malmö stadsteater, översättning Maria Tellander
- 2015 Vinterresa (Winterreise) av Elfriede Jelinek, Helsingborgs stadsteater, översättning Maria Tellander
- 2017 Raseri  (Wut) av Elfriede Jelinek, Borås stadsteater, översättning Maria Tellander